# Goena-goena
Goena-goena is een hoorspel naar de gelijknamige roman (1887) van P.A. Daum.

## Geschiedenis
Voor de bewerking zorgde Marc Lohmann. De TROS zond het uit op 3 december 1989, als eerste deel van een serie hoorspelen ter gelegenheid van het 40-jarig bestaan van de republiek Indonesië. De regisseur was Hans Karsenbarg. Het hoorspel duurde 72 minuten.

### Rolbezetting
- Dolf de Vries (Jean Bronkhorst)
- Elsje Scherjon (Marie, zijn vrouw)
- Marijke Merckens (Betsy den Ekster)
- Elise Hoomans (Sarinah, Betsy's oude meid)
- Ellen de Thouars (mevrouw Borne, Betsy's tante)
- Bob Goedhart (kapitein Borne, haar man)
- Jules Hamel (Den Ekster, Betsy's man)
- Ingeborg Uyt den Boogaard (Lidia, Betsy's zuster)
- Hans Veerman (kapitein De Grijs)
- Ad Hoeymans (dokter)

## Inhoud
Het verhaal speelt zich af in Nederlands-Indië. De titel verwijst naar de tovermiddelen die bedoeld zijn om iemands liefde op te wekken of hem of haar kwaad te berokkenen. De weduwe Den Ekster probeert de respectabele en al getrouwde Bronkhorst voor zich te winnen. Daartoe zet ze alle middelen in: haar vrouwelijke listen en de befaamde Indische stille kracht, goenagoena. Hoe verliefder Bronkhorst wordt, hoe meer problemen er ontstaan. Totdat de goenagoena is uitgewerkt.